# Fritzi Ridgeway
Pour les articles homonymes, voir Ridgeway (homonymie).
Fritzi Ridgeway (née le 8 avril 1898 à Missoula (Montana), morte le 29 mars 1961 à Lancaster (Californie)) est une actrice américaine et comédienne de vaudeville.

## Biographie
Elle a été mariée avec le compositeur et chef d'orchestre Constantin Bakaleinikoff, ainsi qu'avec Walter Simms.

## Filmographie partielle

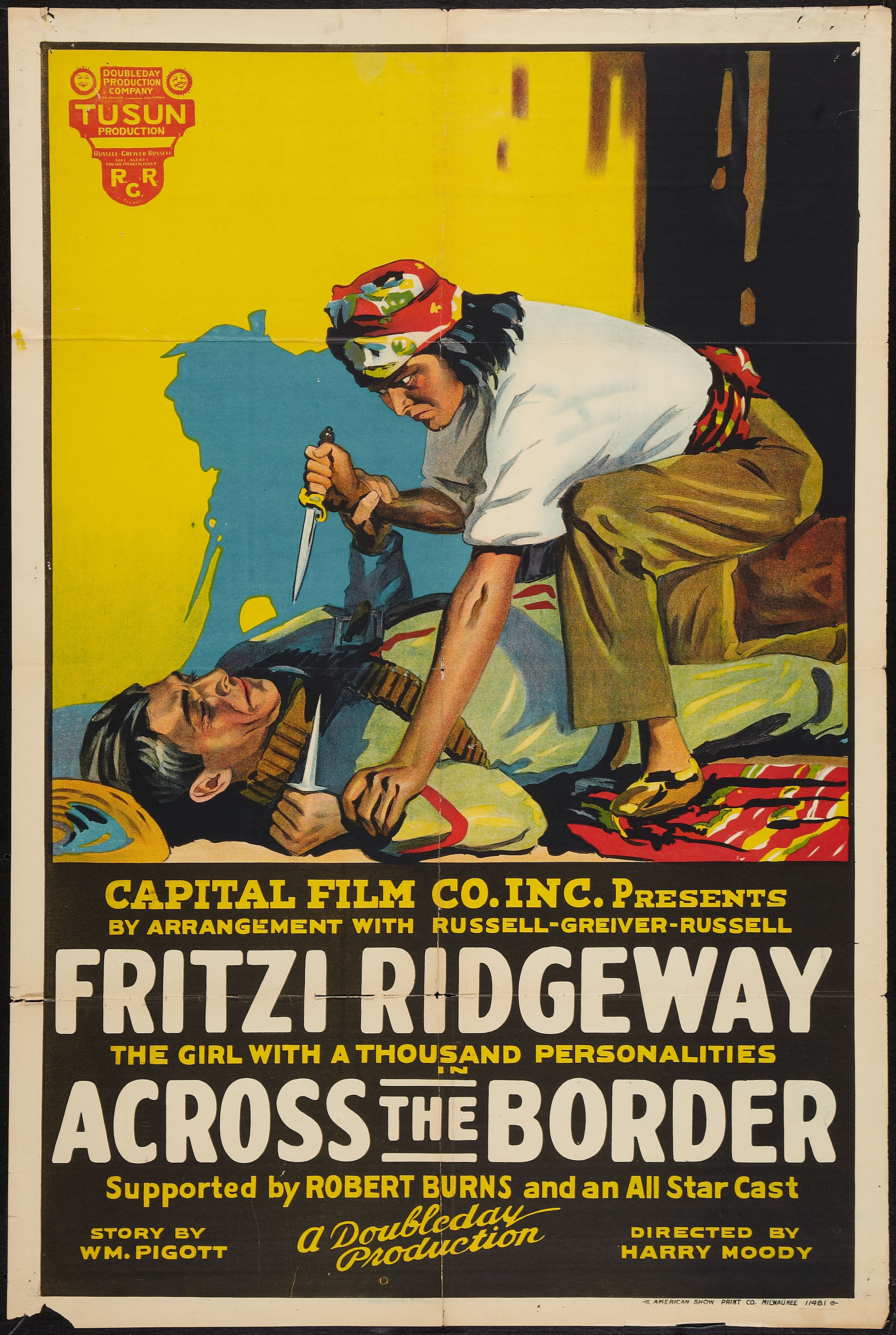
À l'affiche dAcross the Border

- 1916 : The Bridesmaid's Secret : Hazel Field (court-métrage)
- 1917 : Where Glory Waits: Scylla (court-métrage)
- 1917 : The Hero of the Hour (en) : Mildred Nebeker
- 1917 : A Blissful Calamity : Annie Smith (court-métrage)
- 1917 : The Wrong Man : Anice Malone (court-métrage)
- 1917 : High Speed : Susan
- 1917 : Pour son gosse (The Soul Herder) : Jane (court-métrage)
- 1917 :  The Calendar Girl  : Mazie
- 1917 :Up or Down? : Esther Hollister
- 1917 : The Learnin' of Jim Benton :Evelyn Hastings
- 1918 : The Law's Outlaw : Rose Davison
- 1918 : Real Folks  : Joyce Clifton
- 1918 : Faith Endurin' : Helen Dryer
- 1918 : The Danger Zone  : Marie Fitzmaurice
- 1919 : L'Empreinte (The Fire Flingers) de Rupert Julian : Ellen
- 1919 : When Doctors Disagree : Violet Henny
- 1919 : Les Blés d'or (The Unpainted Woman) de Tod Browning : Edna
- 1919 : The Petal on the Current : Cora Kinealy
- 1919 : Winning a Bride  : Mary Pendleton
- 1920 : Judy of Rogue's Harbor : Olive Ketchel

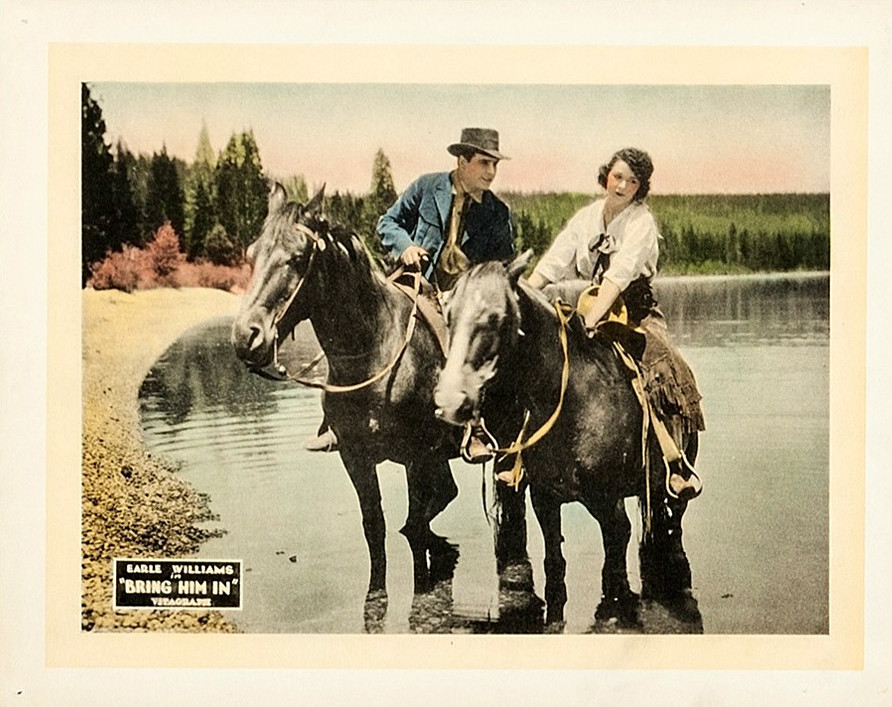
Dans Bring Him In (1921).

- 1921 : Bring Him In (en) de Robert Ensminger et Earle Williams : Mary Mackay
- 1921 : The Fatal 30 [1]
- 1922 : The Hate Trail  : Mary Munger
- 1922 : Boomerang Justice : Ruth Randolph
- 1922 : The Old Homestead : Ann
- 1923 : Trifling with Honor  : Ida Hunt
- 1923 : Hollywood (cameo)
- 1923 : The Cricket on the Heart : Bertha Plummer
- 1923 : Ruggles of Red Gap : Emily Judson
- 1927 : Nobody's Widow : Mademoiselle Renée
- 1927 : Man Bait : Gloria

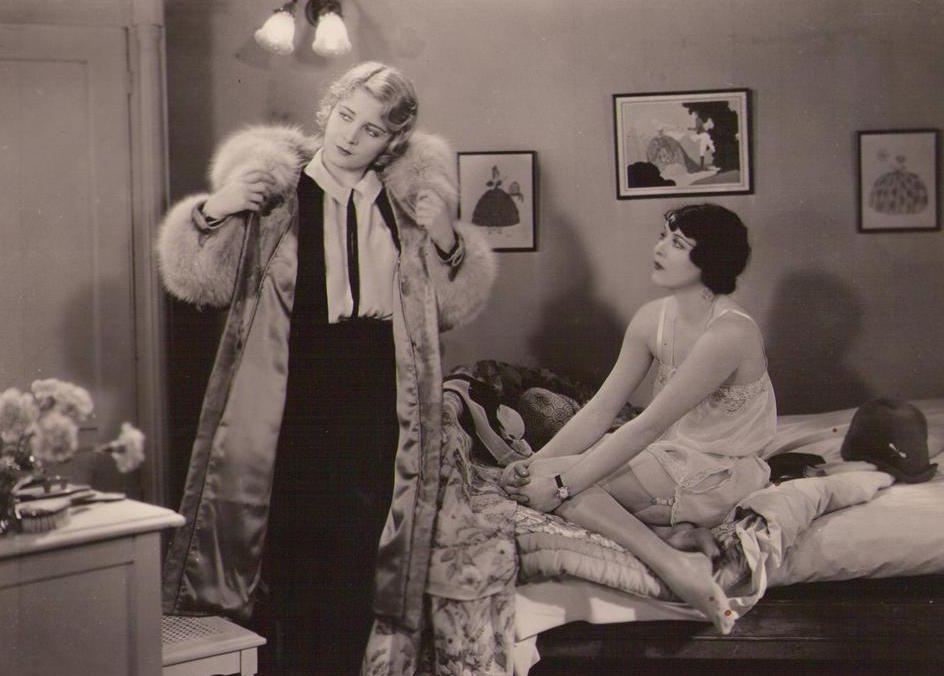
Fritzi Ridgeway et Vilma Banky dans une scène de This is Heaven (1929).

- 1927 : Getting Gertie's Garter : Barbara Felton
- 1927 : Girl in the Rain
- 1927 : Lonesome Ladies : Dorothy
- 1927 : Face Value : Muriel Stanley
- 1927 : L'Ennemie (The Enemy) de Fred Niblo : Mitzi Winkelmann
- 1928 : Flying Romeos : Minnie
- 1928 : Son of the Golden West : Rita
- 1928 : Red Hot Speed (en) : Slavey
- 1929 : La Princesse et son taxi (This is Heaven) d'Alfred Santell : Mamie Chase
- 1930 : Hell's Heroes : Mother
- 1930 : Prince of Diamonds : Lolah
- 1931 : The Mad Parade : Prudence Graham
- 1931 : Ladies of the Big House : Reno Maggie
- 1932 : Frisco Jenny : Miss Jessie
- 1934 : House of Mystery : Stella Walker
- 1934 : Et demain ? (Little Man, What Now?) : Party Guest
- 1934 : No Ransom : Miss Price
- 1934 : We Live Again